# Гомбрович, Витольд
Ви́тольд Гомбро́вич (пол. Witold Gombrowicz; 4 августа 1904, деревня Малошице под Опатувом, Польша — 24 июля 1969, Ванс, Франция) — польский писатель. Большинство его произведений гротескны и высмеивают стереотипы польского традиционного историко-национального сознания.

## Биография
Вырос в состоятельной польской семье, где был младшим из четырёх детей. В 1911 семья переехала в Варшаву. После окончания гимназии изучал право в Варшавском университете с 1926 по 1932 (получил в 1927 году степень магистра) и философию и экономику в Париже. Активно участвовал в интеллектуальных и культурных дискуссиях.
Славился эксцентричным поведением, чего придерживался всю свою жизнь. В 1933 опубликовал сборник рассказов «Мемуары времен созревания», встреченный критикой очень прохладно. Следующая публикация, повесть «Фердидурка», получила гораздо большее признание.

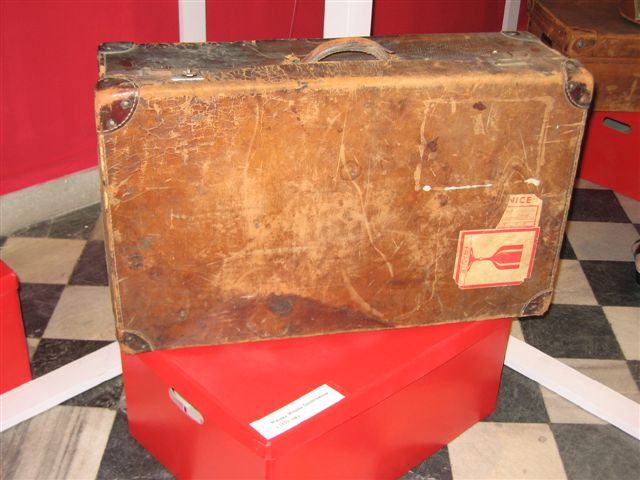
Чемодан, с которым Гомбрович отбыл в Аргентину. Дар Риты Гомбрович Музею литературы в Варшаве

За несколько дней до вторжения фашистских войск в Польшу уехал в Аргентину. Работал в Буэнос-Айресе банковским служащим.
После окончания Второй мировой войны Гомбрович решил не возвращаться в социалистическую Польшу, где его творчество находилось под запретом до середины 1950-х гг. В 1953 году начал писать короткие эссе на польском языке, которые издавал в парижском издательстве „Kultura“, созданном Ежи Гедройцем. Позднее эти заметки были изданы в виде трехтомника «Дневник». В первый том вошли тексты 1953—1956 годов (издан в 1957), во второй — 1957—1961 годов (издан в 1962), в третий — 1961—1966 годов (издан в 1966). На родине писателя, в Польше «Дневник» был опубликован только в 1986 году. Международная известность пришла к писателю в 1960-е годы, благодаря многочисленным переводам его произведений и постановкам пьес.

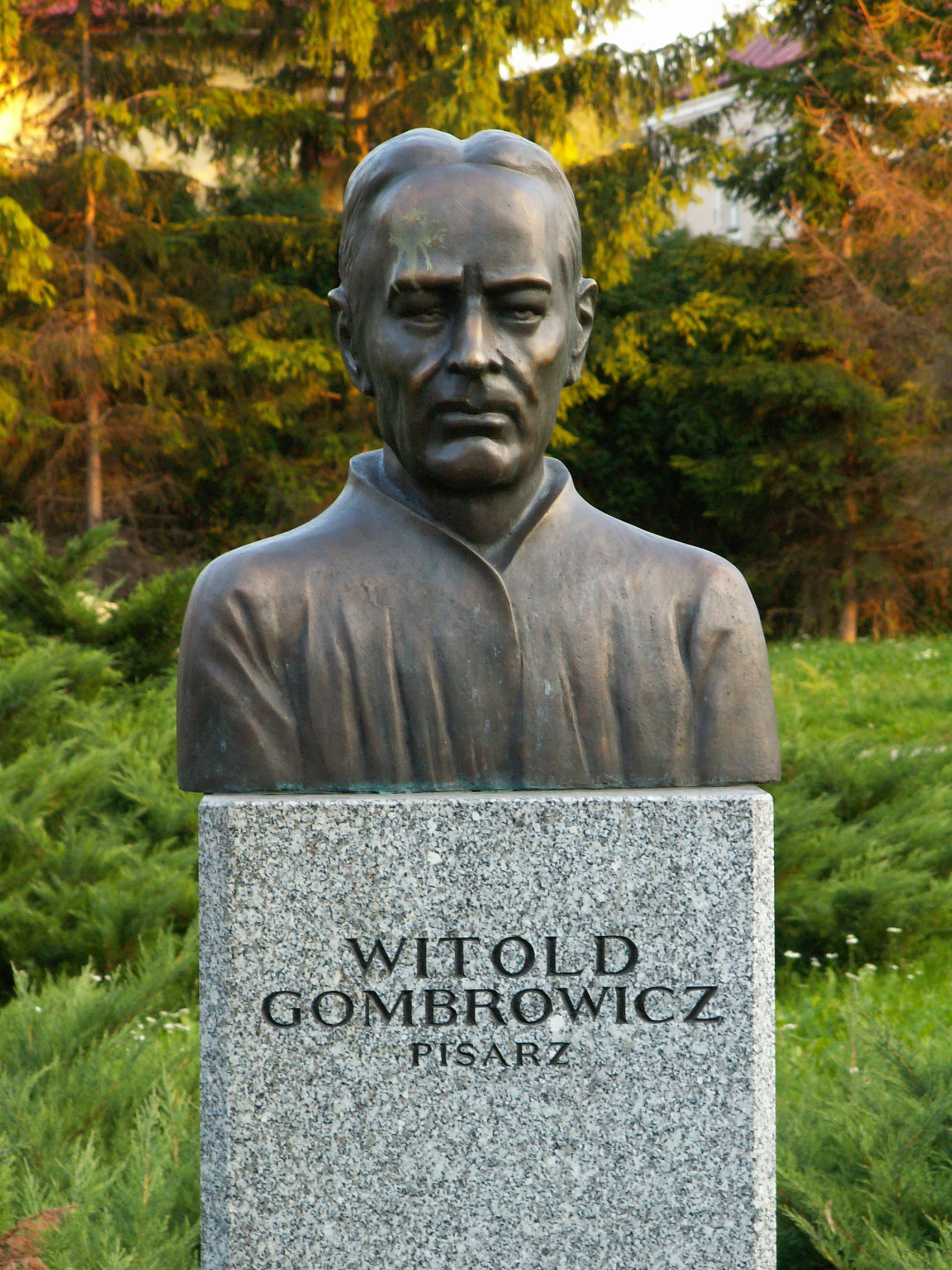
Бюст Гомбровича в Кельце

Полуавтобиографический роман «Транс-Атлантик» был поставлен в Париже и получил одобрение критики. С 1964 жил под Парижем. Вступил в брак с канадкой Ритой Ламбросс, которая была его секретарём. Последние годы жизни провёл на юге Франции. Умер в июле 1969 от астмы.
В СССР не публиковался практически до самого распада страны: первая книга (сборник рассказов «Преднамеренное убийство») вышла только в 1991 году. Много переводился на русский язык в 1990-е годы.
В 2001 году издательство «Кристалл» выпустило собрание романов Гомбровича. В книгу вошли романы «Фердидурка», «Космос», и «Порнография», а также 10 рассказов.
Пьеса «Ивонна, принцесса Бургундская» неоднократно ставилась во многих городах и странах (в том числе Ингмаром Бергманом в Стокгольме, а также Альфом Шёбергом, Хорхе Лавелли, а в Польше — Ежи Яроцким, Ежи Гжегожевским). Оперы на её основе написаны немецким композитором Борисом Блахером (1973) и бельгийским композитором Филиппом Бусмансом (2009).
14 мая 1998 года состоялась премьера спектакля по этой пьесе в новосибирском театре «Красный факел» (режиссёр Олег Рыбкин, художник по костюмам Андрей Бартенев). Этот спектакль явился первой постановкой по Гомбровичу в России. Он номинировался на национальную театральную премию «Золотая маска», участвовал в международном Гомбровичевском фестивале в Польше. 18 марта 2006 года состоялась премьера «Ивонны, принцессы Бургундской» (режиссёр Алексей Левинский) в московском театре Эрмитаж. В дальнейшем его драмы ставили Алла Сигалова, Владимир Мирзоев и др.

## Творчество
Гомбрович писал по-польски, но не разрешал публиковать свои произведения в Польше до тех пор, пока власти не сняли запрет на полную версию его дневника, в котором он описал их нападения на него. Поскольку он отказался от публикации в Польше, он оставался малоизвестным широкой читающей публике до первой половины 1970-х годов. Тем не менее, его произведения были напечатаны на польском языке Парижским литературным институтом Ежи Гедройца и переведены более чем на 30 языков. Более того, драмы Гомбровича неоднократно ставились по всему миру такими известными режиссерами, как Хорхе Лавелли, Альф Шёберг, Ингмар Бергман, а также Ежи Яроцкий и Ежи Гжегожевский в Польше.
Характерные черты письма Гомбровича включают в себя острое описание психологической запутанности персонажей с другими, острое осознание конфликтов, возникающих, когда традиционные культурные ценности сталкиваются с современными ценностями, и раздраженное, но комедийное чувство абсурда. Ясные и точные описания Гомбровича критикуют польский романтизм; Гомбрович однажды заявил, что писал вопреки Адаму Мицкевичу (что особенно заметно в романе «Транс-Атлантик»). Творчество Гомбровича тесно связано с экзистенциализмом и структурализмом. Он также известен своими игривыми аллюзиями и сатирой, как, например, в разделе « Транс-Атлантика», написанном в форме стилизованного дневника XIX века, за которым следует пародия на традиционную басню.

### Гомоэротизм
По мнению некоторых исследователей творчества писателя и его знакомых (в частности, его аргентинского друга Алехандро Руссовича) Гомбрович был гомосексуален, что отразилось на его литературном творчестве. На протяжении всей своей жизни Гомбрович старался избегать однозначного присвоения определённой сексуальной ориентации, рассматривая вопрос пола как область «социального принуждения». В характерном для него стиле он несколько раз обращался к этой теме в своих «Дневниках». Первый роман автора, открыто затрагивающий вопросы гомосексуальности, — «Транс-Атлантик» (1953). В этом романе видение человека, служащего традиционным ценностям, противопоставляется новому видению, согласно которому индивид освобождается от этого служения, прежде всего реализуя себя — эксцентричный гомосексуал-миллионер Гонсало. Таким Гомбрович видел новую модель человечества.

### Экзистенциальность
Творчество Гомбровича связано как с экзистенциализмом (концепция «я»), так и со структурализмом (человек, определяемый языком, которым он пользуется, и рассматривающий мир через систему симметрии и оппозиции). Особенности творчества Гомбровича — экзистенциальные темы, проходящие через большинство его произведений, специфическое чувство абсурда и иконоборчества, затрагивающее традиционные ценности, принятые обществом, что связывает писателя с творчеством Фуко, Лакана и Сартра, которого Гомбрович обвинял в плагиате. Позже он писал: «„Фердидурка“ была опубликована в 1937 году, до того, как Сартр сформулировал свою теорию отношения к автруи. Но именно благодаря популяризации сартровских концепций этот аспект моей книги стал лучше понят и усвоен».

### Стиль
Для произведений Гомбровича характерен глубокий психологический анализ, некоторая парадоксальность и абсурдный, антинационалистический оттенок. В «Фердидурке» присутствует множество тем, исследованных в более поздних работах Гомбровича: проблемы незрелости и молодости, маски, которые носят люди, и ироничное критическое исследование классовых ролей в польском обществе и культуре, особенно дворянства и провинциалов. Оно вызвало резкую критическую реакцию и сразу же разделило аудиторию Гомбровича на поклонников и заклятых врагов.
В своем творчестве Гомбрович боролся с польскими традициями и «неправильным» восприятием непростой историей страны. Такая позиция автора стала отправной точкой для его рассказов, глубоко укоренившихся в этой традиции и истории. Ученые и поклонники помнят Гомбровича как писателя и человека, не желающего жертвовать своим воображением или своей оригинальностью ни за какую цену, человека, бога, общество или доктрину.

## Основные произведения
Проза
- Фердидурке[англ.] — повесть/роман, 1937
- Транс-Атлантик[англ.] — роман, 1953, пер. с польского В. Виногоровой
- Порнография (роман)[англ.] — роман, 1960
- Космос — роман, 1965 (Международная литературная премия Formentor, 1967)

Сборники
- «Мемуары периода созревания» / пол. Pamiętnik z okresu dojrzewania, 1933
- «Бакакай» / пол. Bakakaj, 1957

Пьесы
- Ивонна, принцесса Бургундская — пьеса, 1938
- «Венчание (пьеса)[англ.]» / пол. Ślub, 1953
- «Оперетка» / пол. Operetka, 1966

## Русскоязычные издания
- Преднамеренное убийство: Рассказы. Серия: Библиотека журнала «Иностранная литература» — М.: Известия, 1991. — 192 с. ISBN 5-206-00225-9.
- Космос — роман, 1965 (Гомбрович В. Космос: Роман / Предисл., пер. с польск. С. Макарцева. — СПб.: Амфора, 2000. — 231 с. ISBN 5-8301-0220-X)
- Девственность и другие рассказы; Порнография: Роман; Из дневника / Пер., коммент. и послесл. Ю. Чайникова. — М.: Лабиринт, 1992,— 320 с.
- Девственность: сборник рассказов / Пер. : Климовский Вадим, Чайников Юрий Викторович, Старосельская Ксения. — М.: Опустошитель, 2021, Серия «мёртвый текст», — 284 с.
- Ивонна, принцесса Бургундии: Пьеса / Пер. Л.Бухова; Вступ. ст. Н.Якубовой. — Современная драматургия, 1966, № 1, с. 200—227.
- Порнография / Пер. и предисл. С. Макарцева. — М.: Радуга, 1994. — 173 с.
- Порнография / Пер. и примечания Ю. Чайникова. — М.: Лабиринт, 1994. — 122 с.
- Фердидурка / Пер. А. Ермонского. — Иностр. лит., 1991, № 1, с. 73—211.
- Дневник / Пер. Ю. Чайникова. — СПб.: Издательство Ивана Лимбаха, 2012.
- Транс-Атлантик / Пер. Ю. Чайникова. — СПб.: Jaromír Hladík press, 2020.

## Экранизации
- 1991 — Фердидурка / Ferdydurke (режиссёр Ежи Сколимовский). Фильм также известен под названием 30 Door Key.
- 2003 — Порнография / Pornografia (режиссёр Ян Якуб Кольский).
- 2015 — Космос / Kosmos (режиссёр Анджей Жулавский).

## Театральные постановки
Новосибирский драматический театр «Красный факел»
- 1998 — «Ивонна, принцесса Бургундская», жанр: недоразумение в 2-х частях, режиссёр — Олег Рыбкин, художник-постановщик — Илья Кутянский, художник по костюмам — Андрей Бартенев, композитор — Олег Костров[7].

Московский театр Эрмитаж
- 2006 год (премьера 18 марта) — «Ивонна, принцесса Бургундская», постановка Алексея Левинского

Государственный академический театр им. Е. Вахтангова
- 2011 — «Принцесса Ивонна», постановка Владимира Мирзоева

Польский театр в Москве
2007 — «Ивонна, принцесса бургундская», постановка Евгения Лавренчука
Государственный Театр наций
10 октября 2016 года — «Ивонна, принцесса Бургундская», постановка Гжегожа Яжины 